# كليس أيلاند (أوهايو)
كليس أيلاند (بالإنجليزية: Kelleys Island, Ohio)‏ هي جزيرة تقع في الولايات المتحدة في مقاطعة إيري، أوهايو. يقدر عدد سكانها بـ 312 نسمة ومساحتها 11.42 كم2 وترتفع عن سطح البحر 182 متر.

## التركيبة السكانية
قام مكتب تعداد الولايات المتحدة بتحديد بيانات التركيبة السكانية لكليس أيلاند في تعداد الولايات المتحدة. في ما يلي، التركيبة السكانية حسب تعدادي 2000 و2010.

### تعداد عام 2000
بلغ عدد سكان كليس أيلاند 367 نسمة بحسب تعداد عام 2000، وبلغ عدد الأسر 183 أسرة وعدد العائلات 112 عائلة مقيمة في القرية. في حين سجلت الكثافة السكانية 80.5 نسمة لكل ميل مربع (31.1/كم2). وبلغ عدد الوحدات السكنية 709 وحدة بمتوسط كثافة قدره 155.5 نسمة لكل ميل مربع (60.0/كم2).
وتوزع التركيب العرقي للقرية بنسبة 99.46% من البيض و 0.27% من الأمريكيين الأفارقة.
بلغ عدد الأسر 183 أسرة كانت نسبة 15.8% منها لديها أطفال تحت سن الثامنة عشر تعيش معهم، وبلغت نسبة الأزواج القاطنين مع بعضهم البعض 53.6% من أصل المجموع الكلي للأسر، ونسبة 5.5% من الأسر كان لديها معيلات من الإناث دون وجود شريك، وكانت نسبة 38.3% من غير العائلات. تألفت نسبة 35.5% من أصل جميع الأسر من أفراد ونسبة 15.3% كانوا يعيش معهم شخص وحيد يبلغ من العمر 65 عاماً فما فوق. وبلغ متوسط حجم الأسرة المعيشية 2.55، أما متوسط حجم العائلات فبلغ 1.99.
بلغ العمر الوسطي للسكان 52 عاماً. وكانت نسبة 15.0% من القاطنين تحت سن الثامنة عشر، وكانت نسبة 2.2% بين الثامنة عشر والأربعة وعشرون عاماً، ونسبة 19.9% كانت واقعةً في الفئة العمرية ما بين الخامسة والعشرون حتى والأربعة وأربعون عاماً، ونسبة 40.1% كانت ما بين الخامسة والأربعون حتى الرابعة والستون، ونسبة 22.9% كانت ضمن فئة الخامسة والستون عاماً فما فوق. يوجد لكل 100 أنثى 100.5 ذكر، ويوجد لكل 100 أنثى في الثامنة عشر من عمرها فما فوق 102.6 ذكر.
بلغ متوسط دخل الأسرة في القرية 35,500 دولار، أما متوسط دخل العائلة فبلغ 49,375 دولار. وكان متوسط دخل الذكور 29,643 دولار مقابل 26,071 دولار للإناث. وسجل دخل الفرد الخاص بالقرية 21,944 دولار. وكانت نسبة 7.6% من العائلات ونسبة 9.8% من السكان تحت خط الفقر، ولا أحد منهم تحت سن الثامنة عشر ونسبة 14.0% في الخامسة والستين من العمر وما فوق.

### تعداد عام 2010
بلغ عدد سكان كليس أيلاند 312 نسمة بحسب تعداد عام 2010، وبلغ عدد الأسر 175 أسرة وعدد العائلات 99 عائلة مقيمة في القرية. في حين سجلت الكثافة السكانية 71.7 نسمة لكل ميل مربع (27.7/كم2). وبلغ عدد الوحدات السكنية 859 وحدة بمتوسط كثافة قدره 197.5 لكل ميل مربع (76.3/كم2).
وتوزع التركيب العرقي للقرية بنسبة 98.1% من البيض و 0.6% من الأمريكيين ذوي الأصول الآسيوية و 0.3% من الأمريكيين الأفارقة و 0.3% من عرقين مختلطين أو أكثر.
بلغ عدد الأسر 175 أسرة كانت نسبة 10.9% منها لديها أطفال تحت سن الثامنة عشر تعيش معهم، وبلغت نسبة الأزواج القاطنين مع بعضهم البعض 52.6% من أصل المجموع الكلي للأسر، ونسبة 1.7% من الأسر كان لديها معيلات من الإناث دون وجود شريك، بينما كانت نسبة 2.3% من الأسر لديها معيلون من الذكور دون وجود شريكة وكانت نسبة 43.4% من غير العائلات. تألفت نسبة 41.1% من أصل جميع الأسر من أفراد ونسبة 19.4% كانوا يعيش معهم شخص وحيد يبلغ من العمر 65 عاماً فما فوق. وبلغ متوسط حجم الأسرة المعيشية 2.34، أما متوسط حجم العائلات فبلغ 1.78.
بلغ العمر الوسطي للسكان 58.8 عاماً. وكانت نسبة 9.6% من القاطنين تحت سن الثامنة عشر، وكانت نسبة 1.3% بين الثامنة عشر والأربعة وعشرون عاماً، ونسبة 11.2% كانت واقعةً في الفئة العمرية ما بين الخامسة والعشرون حتى والأربعة وأربعون عاماً، ونسبة 43.6% كانت ما بين الخامسة والأربعون حتى الرابعة والستون، ونسبة 34.3% كانت ضمن فئة الخامسة والستون عاماً فما فوق. وتوزع التركيب الجنسي للسكان بنسبة 52.6% ذكور و47.4% إناث.

## الموقع الجغرافي
الموقع الجغرافي للمناطق المحيطة بهذه النقطة هو كالتالي: